# Диктант

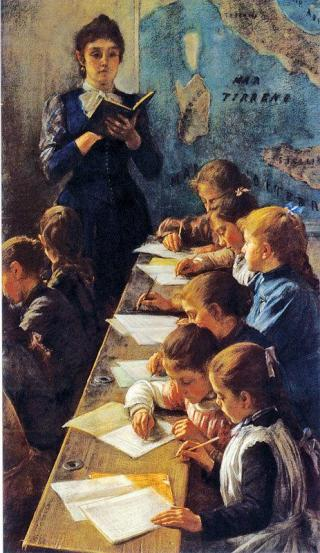

Дикта́нт (лат. dicto «диктовать» от dicere «говорить») — вид обучения правильному письму для закрепления навыков и проверки знаний учащихся, при изучении какого-либо языка. При этом преподаватель медленно читает (говорит), а ученик записывает его слова по слуху. Используется при обучении правописанию и расстановке знаков препинания. В качестве данных для начитки чаще всего используются отрывки из художественных произведений.

## Виды диктантов
Различают обучающие и контрольные диктанты. Обучающий диктант может быть предупредительным, комментированным или объяснительным. Во время предупредительного диктанта орфограммы и знаки препинания объясняются перед записью текста, во время комментированного диктанта — по ходу записи, при объяснительном — после.
Виды диктантов по целям работы:
- тренировочный диктант: цель — научить,
- предупредительный диктант: цель — помочь учащимся обнаружить слабые места перед контрольной работой,
- контрольный диктант: цель — проверка знаний и навыков для оценки.

Виды диктантов по материалу:
- словарный,
- диктант из предложений,
- текстовый.

Виды диктантов по формам работы:
- списывание (самодиктант),
- зрительный диктант,
- диктант с предъявлением слов,
- диктант с орфографическим чтением,
- объяснительный диктант,
- творческий диктант,
- диктант после самостоятельной проработки нескольких текстов (шансовая работа),
- диктант после объяснения всех орфограмм и пунктограмм с учителем,
- диктант с дополнительным заданием,
- классический диктант[1].

## Общенациональные диктанты
11 марта 2004 года в Новосибирске состоялся первый «тотальный диктант», организованный студенческим клубом гуманитарного факультета НГУ «Глум-Клуб». Затем «тотальный диктант» стал проводиться ежегодно и из университетского мероприятия НГУ превратился в общегородскую акцию. Его участники — люди самых разных профессий и возрастов: школьники, студенты, преподаватели, чиновники, бизнесмены, офисные работники, пенсионеры. Количество участников выросло со 150 человек в 2004 году до 2396 человек в 2010 году. Стандартная школьная процедура диктанта соединена с элементами шоу: сначала известные люди приглашались выступить в роли дикторов канонических текстов из классики, затем известные писатели начали писать для диктанта эксклюзивные тексты. С 2012 года этот диктант проводится во многих странах мира. В 2010 году автором стал Борис Стругацкий, в 2011 году — Дмитрий Быков, в 2012 — Захар Прилепин, в 2013 — Дина Рубина, в 2014 — Алексей Иванов. Тотальный диктант 2010 года получил национальную премию в области развития общественных связей «Серебряный Лучник» как лучший российский общественный проект.
Тотальный диктант 2013 года сопровождался скандалом, причиной которого стало распоряжение губернатора Ульяновской области Сергея Морозова заменить текст, сочинённый Диной Рубиной, рассказом Василия Пескова, посвящённым картине художника Аркадия Пластова «Весна». Оргкомитет Тотального диктанта принял решение аннулировать результаты в Ульяновской области.
В России также проходят общенациональные диктанты на башкирском («Международный диктант по башкирскому языку», баш. Башҡорт теленән халыҡ-ара диктант), тувинском («Всеобщий диктант по тувинскому языку» («Тыва дыл кырында бугуденин диктантызы»), чувашском («Единый всечувашский диктант» («Пĕтĕм чăвашсен пĕрлĕхлĕ диктанчĕ»)) и удмуртском языках («Большой удмуртский диктант» («Бадӟым удмурт диктант»)).
На Украине общенациональный диктант на украинском языке проводится с 2000 года. Он транслируется по радио 9 ноября — в День украинской письменности и языка. В 2010 году его написали без единой ошибки только трое участников из более чем 11 тысяч — священник, корректор и учёный-биолог. Лишь одну ошибку допустили 177 участников.
В Белоруссии общенациональный диктант на белорусском языке проводится с 21 февраля 2007 года, в Международный день родного языка.
Такие акции также популярны в Польше, Франции, Китае.
В США проходят чемпионаты страны среди школьников по английской орфографии — «Spelling Bee». Детям предлагается указать все буквы, из которых состоит некое слово. Турнир проводится до тех пор, пока все участники, кроме одного, не сделают в очередном слове хотя бы одну ошибку.

## В филателии

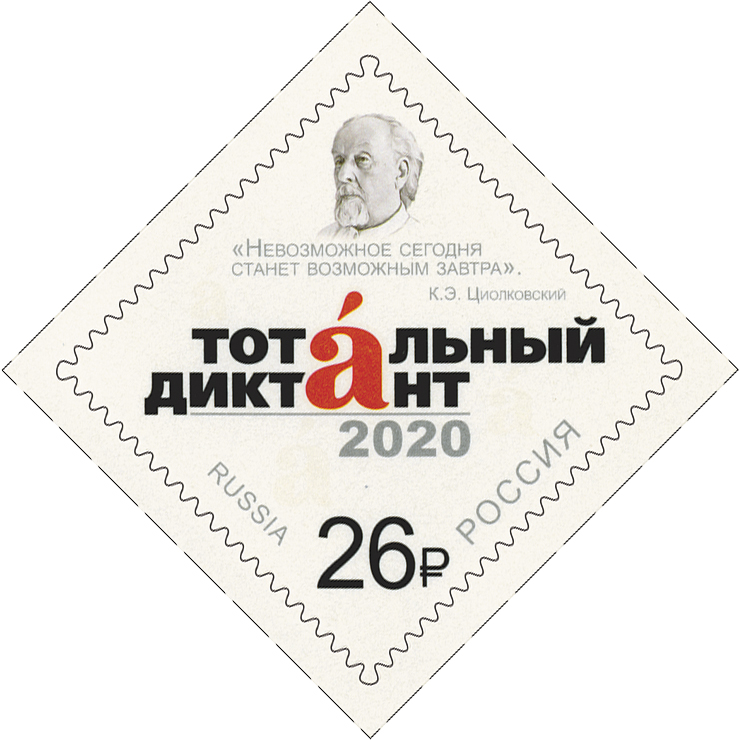
«Тотальный диктант» на почтовой марке России 2020 года
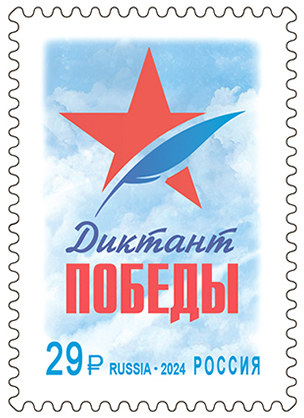
«Диктант Победы» на почтовой марке России 2024 года
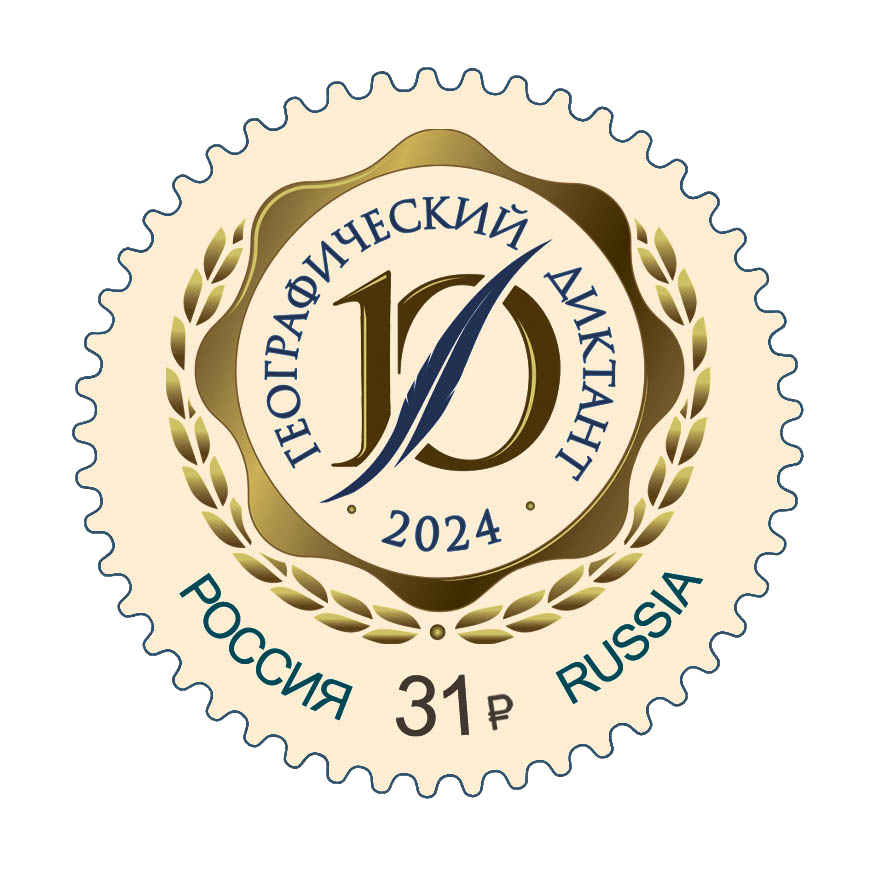
«Географический диктант» на почтовой марке России 2024 года